# 孟加拉灯心草
孟加拉灯心草（学名：Juncus benghalensis）是灯心草科灯心草属的植物。分布在尼泊尔、孟加拉国以及中国大陆的云南、西藏等地，生长于海拔2,200米至4,200米的地区，常生于山坡石砾上以及草原湿地，目前尚未由人工引种栽培。
其种加词“benghalensis”意为“孟加拉国的”。

## 变种
- 孟加拉灯心草指名亚种 Juncus benghalensis var. benghalensis
- Juncus benghalensis var. kyongnoslae Chhetri, Hynn. & A.A.Ansari